# Cirrospilus brevis
Cirrospilus brevis är en stekelart som beskrevs av Zhu, Lasalle och Huang 2002. Cirrospilus brevis ingår i släktet Cirrospilus och familjen finglanssteklar.
Artens utbredningsområde är Spanien. Inga underarter finns listade i Catalogue of Life.